# Parafia św. Szczepana w Rożyńsku Wielkim
Parafia świętego Szczepana w Rożyńsku Wielkim – parafia rzymskokatolicka, znajdująca się w diecezji ełckiej, w dekanacie Biała Piska.